# Uovo di Colombo

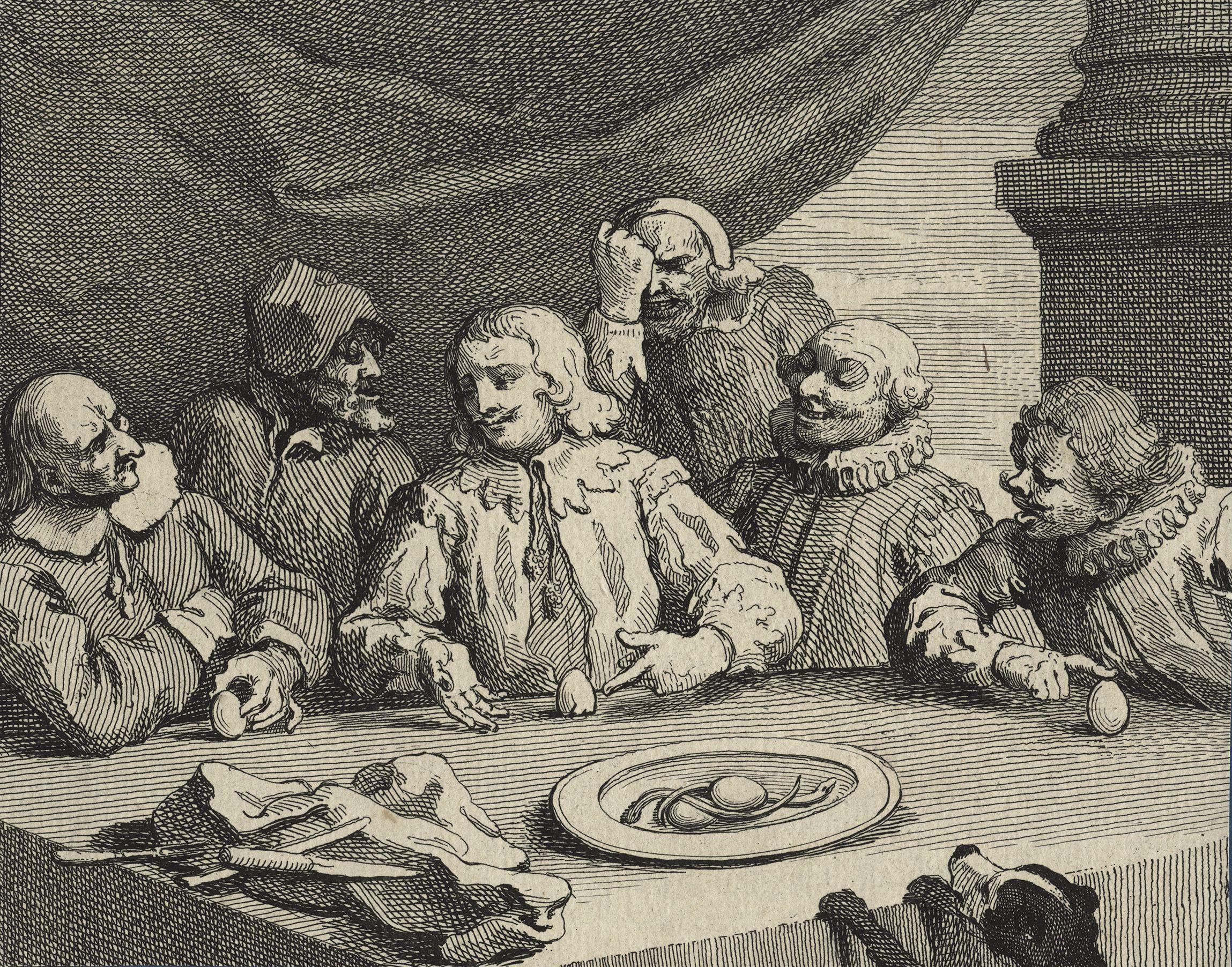
Colombo rompe l’uovo di William Hogarth.

L'uovo di Colombo è un aneddoto popolare diffuso come modo di dire in diverse lingue per designare una soluzione insospettatamente semplice a un problema apparentemente impossibile.

## Origine

### L'aneddoto popolare
L'origine della polirematica è riconducibile a un aneddoto popolare, probabilmente falso, che ha per protagonista il navigatore genovese Cristoforo Colombo.
Dopo il suo ritorno dalle presunte Indie nel 1493, Colombo fu invitato a una cena in suo onore dal cardinale Mendoza.

Qui alcuni gentiluomini spagnoli cercarono di sminuire la sua impresa dicendo che la scoperta della via di occidente per le Indie non sarebbe stata poi così difficile e che chiunque sarebbe potuto riuscirci se avesse avuto i suoi mezzi.
Udito questo, Colombo si indignò, e sfidò i nobili spagnoli in un'impresa altrettanto facile: far stare un uovo dritto sul tavolo.

Ognuno di loro fece numerosi tentativi, ma nessuno ci riuscì e rinunciarono all'impresa. Si convinsero che si trattava di un problema irrisolvibile e pregarono Colombo di dimostrare come risolverlo, cosa che lui fece immediatamente: si limitò a praticare una lieve ammaccatura all'estremità dell'uovo, picchiandolo leggermente contro lo spigolo del tavolo. L'uovo rimase dritto.
Quando gli astanti protestarono dicendo che lo stesso avrebbero potuto fare anche loro, Colombo rispose: «La differenza, signori miei, è che voi avreste potuto farlo, io invece l'ho fatto!».

### Il racconto di Vasari

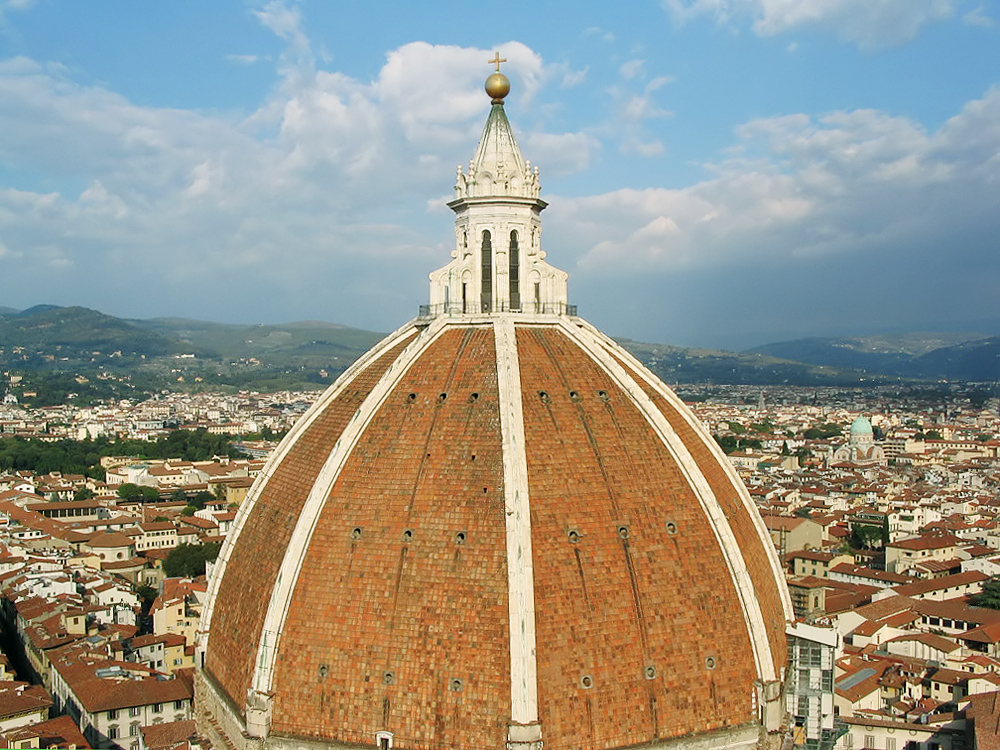
La cupola del duomo di Firenze ricorda la forma di un uovo schiacciato.

Questo aneddoto riguardante Cristoforo Colombo si ritrova per la prima volta in un'opera dello storico Girolamo Benzoni. In precedenza lo stesso aneddoto (con un prologo differente) era stato presentato in riferimento all'architetto fiorentino Filippo Brunelleschi dall'aretino Giorgio Vasari.

Brunelleschi voleva assicurarsi l'appalto per la costruzione della cupola del Duomo di Santa Maria del Fiore (la famosa cupola del Brunelleschi). Invitato a spiegare i dettagli del metodo che intendeva usare per elevare la cupola, avrebbe sfidato i suoi concorrenti a far star dritto un uovo sul tavolo. L'aneddoto prosegue come nel racconto attribuito a Colombo, ma la conclusione (se non altro più adeguata al contesto) è il commento finale di Brunelleschi, che riportiamo nelle parole di Vasari: rispose loro Filippo, ridendo, che gli arebbono ancora saputo voltare la cupola, vedendo il modello o il disegno.
Tuttavia, lo stesso Vasari ammise di essere venuto a conoscenza dell'episodio solo per sentito dire.

## L'uovo di Sant Antoni

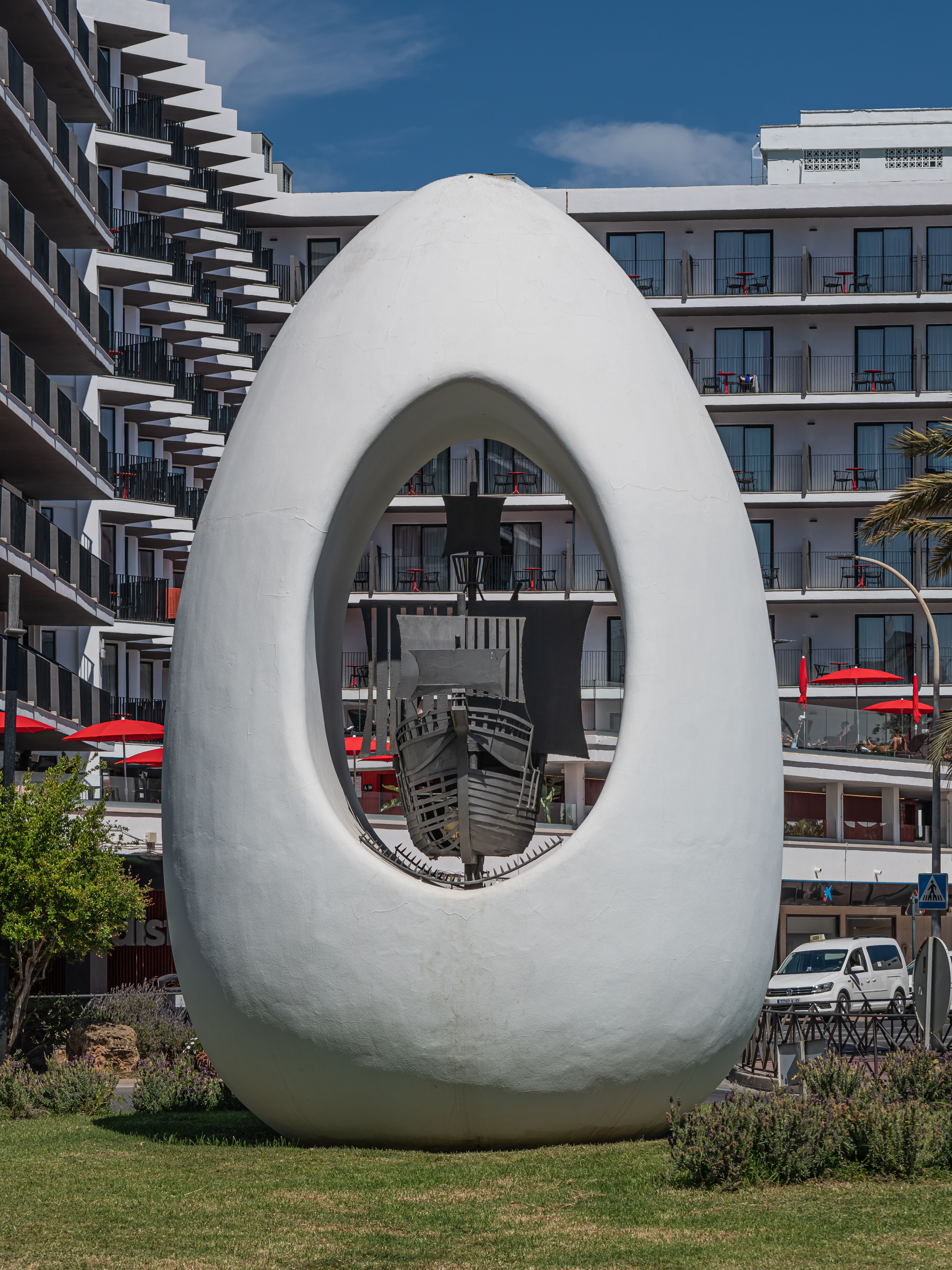
L'uovo di Colombo a Sant Antoni de Portmany, in Spagna.

A Sant Antoni de Portmany presso Ibiza in Spagna c'è una statua a forma d'uovo con un buco al centro nel quale è collocato un modello in miniatura della Santa María.

La statua fu eretta nel 1990 in onore dello scopritore delle Americhe, che secondo una leggenda locale sarebbe nato sull'isola d'Ibiza.
Da allora, l'uovo è diventato il simbolo più importante del paese.

## L'uovo di Tesla
Alla World Columbian Exposition, una fiera che si tenne a Chicago nel 1893 in occasione del quattrocentesimo anniversario della scoperta dell'America, il fisico e inventore Nikola Tesla presentò un dispositivo da lui messo a punto denominato Uovo di Colombo.

L'Uovo di Colombo di Tesla era fatto di rame e non presentava alcuna ammaccatura sul fondo, ma si manteneva dritto su un'estremità perché veniva fatto girare costantemente intorno al suo asse grazie all'azione giroscopica di un campo magnetico rotante.

## Il gioco

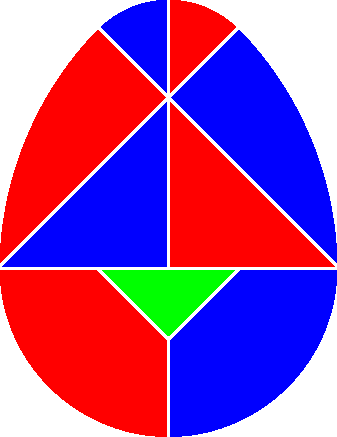
Il passatempo

L'Uovo di Colombo è anche il nome di un passatempo simile al tangram cinese che consiste nel formare alcune figure predefinite, o inventarne delle nuove, disponendo alcune tessere di forma diversa le une accanto alle altre. Il nome è dovuto alla caratteristica forma a uovo che assumono le tessere quando sono riposte nel contenitore.